# Atraphaxis radkanensis
Atraphaxis radkanensis är en slideväxtart som beskrevs av Tavakkoli, Kaz.Osaloo & Mozaff.. Atraphaxis radkanensis ingår i släktet Atraphaxis och familjen slideväxter. Inga underarter finns listade i Catalogue of Life.